# Jean-Paul Didierlaurent
Pour les articles homonymes, voir Didierlaurent.
Jean-Paul Didierlaurent, né le 2 mars 1962 à Cornimont (Vosges) et mort le 5 décembre 2021 à Strasbourg (Bas-Rhin), est un écrivain français principalement connu pour son premier roman Le Liseur du 6 h 27 paru en 2014.

## Biographie

### Formation et activité professionnelle
Après des études de DUT de publicité à Nancy, Didierlaurent travaille à Paris, mais il retourne rapidement dans ses Vosges natales. Il est employé depuis longtemps au service client de Orange.

### Carrière d'écrivain
En 1997, Jean-Paul Didierlaurent découvre l'existence des concours de nouvelles, ce qui lui donne l'idée de se lancer dans ses premières productions littéraires. Parmi celles-ci, Brume lui permet d'obtenir le Prix international Hemingway. La nouvelle paraît dans un recueil intitulé Brume : et autres nouvelles du Prix Hemingway 2010, paru aux éditions Au Diable Vauvert en 2010. Il remporte le même prix en 2012, pour Mosquito, publié chez le même éditeur dans le recueil Mosquito et autres nouvelles du Prix Hemingway 2012. Avant de publier son premier roman, il écrit des nouvelles pendant quinze ans, qui remportent de nombreux prix.
Afin d'écrire son premier roman, en gestation depuis plusieurs années, il prend un congé d'un mois sans solde et part à Vauvert en Camargue. « Conte moderne », « phénomène littéraire », son premier roman Le Liseur du 6h27, paru en 2014, « fait sensation » en France. Sélectionné pour l'édition 2015 du Cezam Prix Littéraire Inter CE, il est plébiscité par les 3 500 lectrices et lecteurs et choisi comme lauréat le 10 octobre 2015. Le Liseur du 6h27, paru Au Diable Vauvert en mai 2014, s’est vendu à 65 000 exemplaires et à près de 200 000 exemplaires chez Folio, et a reçu le Prix du Roman d’Entreprise et du Travail, le prix Michel Tournier, le prix du Festival du Premier Roman de Chambéry, du CEZAM Prix littéraire Inter CE, du Livre Pourpre et de nombreux prix de lecteurs. Il est traduit dans 29 pays et en cours d’adaptation au cinéma. En 2022, le roman totalise plus de 360 000 ventes et ses droits ont été vendus dans plus de 38 pays.
En 2015 sort le recueil de nouvelles Macadam, aux éditions Au diable vauvert, qui rassemble des nouvelles de Jean-Paul Didierlaurent, pour la plupart primées. Le 2 mai 2016 paraît Au diable vauvert son deuxième roman Le Reste de leur vie. Il explique comment, à la mort de son père fin 2011, il a été inspiré pour écrire ce roman par la rencontre avec le thanatopracteur qui s'était occupé de sa dépouille, et l'avait transformé : « Il était souriant et beau. Il était comme on l’avait toujours connu. ».
En janvier 2018, il publie aux éditions Au diable vauvert son troisième roman, La Fissure. Le magazine belge Moustique qualifie ce roman de « délire comico-existentiel, à travers lequel Didierlaurent ne se refuse rien ». Le site littéraire Lettres it be, quant à lui, explique que Didierlaurent « ne lésine pas sur l’inventivité et l’originalité (...)  la deuxième partie du livre résonne comme une envie de roue libre de la part de l’auteur ».
En mars 2021, il publie son quatrième roman, Malamute (nom d'une race de chien de traîneau d'Alaska), huis clos à trois personnages dont l'intrigue a lieu dans le massif des Vosges en hiver. Ce roman obtient en novembre le prix Erckmann-Chatrian 2021.

### Mort
Jean-Paul Didierlaurent succombe à un cancer le 5 décembre 2021 à Strasbourg, à l'âge de 59 ans, décès annoncé par la maison d'édition Au Diable Vauvert le lendemain.

## Œuvres

### Nouvelles
- 1997 : Le Jardin des étoiles et Procession (primées[17])
- 1999 : Miroir d'encre (primée[18])
- 2000 : L'Autre et Marée noire (primées[19],[20])
- 2002 : Reflets (primée[21])
- 2004 : L'Envol (primée[22])
- 2005 : Le liseur (primée[23])
- 2007 : Puntilla (finaliste du concours Hemingway[24])
- 2008 : Confession intime (primée[25]) et Canicule (finaliste du prix Hemingway[24])
- 2009 : Sanctuaire (finaliste du prix Hemingway[24])
- 2010 : Brume (primée[26])
- 2012 : Mosquito (primée[27])

Recueil individuel de nouvelles
- 2015 : Macadam, Au diable vauvert, 176 pages,  (ISBN 978-2-84626-963-6) :
  - In nomine tetris
  - Macadam
  - Mosquito
  - Shrapnel
  - Menu à la carte
  - Le Jardin des étoiles
  - Le Vieux
  - Brume
  - Rose sparadrap
  - Sanctuaire
  - Temps mort
- 2023 : Bec et ongles, Au diable vauvert,  (ISBN 9791030705621)

Recueil collectif de nouvelles
- 2008 : Corrida de muerte, recueil de nouvelles des lauréats du Prix Hemingway 2007 sur les thèmes "Équitations, Tauromachies, Nature et Territoires", dont la nouvelle Puntilla de Jean-Paul Didierlaurent,  (ISBN 978-2-84626-159-3), Au diable vauvert, 196 pages, 2008
- 2009 : Arequipa, Pérou, le 12 novembre 1934, recueil de nouvelles des lauréats du Prix Hemingway 2008 sur les thèmes "Équitations, Tauromachies, Nature et Territoires", dont la nouvelle Canicule de Jean-Paul Didierlaurent,  (ISBN 978-2-84626-186-9), Au diable vauvert, 308 pages, 2010
- 2010 : Le Frère de Pérez, recueil de nouvelles des lauréats du Prix Hemingway 2009 sur les thèmes "Équitations, Tauromachies, Nature et Territoires", dont la nouvelle Sanctuaire de Jean-Paul Didierlaurent,  (ISBN 978-2-84626-228-6), Au diable vauvert, 252 pages, 2010
- 2010 : Brume, recueil de nouvelles des lauréats du Prix Hemingway 2010 sur les thèmes "Équitations, Tauromachies, Nature et Territoires", dont la nouvelle Brume de Jean-Paul Didierlaurent,  (ISBN 978-2-84626-263-7), Au diable vauvert, 252 pages, 2010
- 2012 : Mosquito, recueil de nouvelles des lauréats 2012 du Prix Hemingway, sur les thèmes "Équitations, Tauromachies, Nature et Territoires", dont la nouvelle Mosquito de Jean-Paul Didierlaurent,  (ISBN 978-2-84626-443-3), Au diable vauvert, 256 pages, 2012

### Romans
- 2014 : Le Liseur du 6h27, éditions Au diable vauvert, 224 pages,  (ISBN 978-2-84626-801-1) - Gallimard « Folio » 2015
- 2016 : Le Reste de leur vie, éditions Au diable vauvert, 288 pages, 2016,  (ISBN 979-1-03070-059-6) - Gallimard « Folio » 2017
- 2018 : La Fissure, éditions Au diable vauvert, 328 pages, 2018,  (ISBN 979-1-03070-172-2) - Gallimard « Folio » 2019
- 2021 : Malamute, éditions Au diable vauvert, 368 pages, 2021,  (ISBN 979-1-03070-419-8)

#### Le Liseur du 6 h 27
Dans un futur proche, en région parisienne ou équivalente, Guylain Vignolles vit sa vie de célibataire de 36 ans, entre son studio, avec son poisson rouge Rouget de Lisle, et son emploi d'opérateur à la STERN, où il est servant de la "Chose", une redoutable machine Zerstor 500, dont la fonction est de « réduire tous les livres en bouillie », pour recyclage en pâte à papier.
Ses deux amis sont tous adeptes des livres et de la langue, Giuseppe Carminetti, opérateur-chef, qui a perdu, à la suite d'un dysfonctionnement de la Chose, ses deux jambes, et dont l'objectif est de les récupérer en collectionnant tous les livres qui ont été composés à partir de la pâte qui contient des bribes de son corps, et Yvon Guimbert, portier de l'usine, grand producteur d'alexandrins, et amateurs de tirades du théâtre classique.
Ses collègues sont moins sympathiques, l'assistant Lucien Brunner, le chef Kowalski. Dans ses parcours studio-RER, il fait quelques rencontres récurrentes, dont le vieil homme qui promène son chien Balthus.
Tous les matins, dans une rame du RER de 06h27, assis sur un strapontin, il lit à un public attentif et assidu les pages qu'il a dérobées lors des phases de nettoyage de la Chose. Un jour, les sœurs Monique et Josette Delacôte l'abordent, lui avouent leur plaisir matinal de 06h27, et l'invitent à officier chez elles, le samedi matin, de 10h30 à 13h30, à la Résidence Les Glycines, à Gagny. Il y approfondit sa fonction de lecteur devant un public nombreux de maison de retraite.
Chaque jeudi, il téléphone à sa mère, qui, dans son village, ignore quel rôle il joue dans le monde des livres, et attend le retour du père, disparu voilà 28 ans, quand Guylain avait juste huit ans. Il continue à faire des cauchemars, à propos de la Chose. Une nuit, il en casse l'aquarium de son chevet, et provoque la mort de Rouget de Lisle V, (qu'il va jeter dans les eaux paisibles du Canal de l'Ourcq), et l'achat en animalerie d'un nouvel aquarium et de Rouget de Lisle VI.
Un hasard lui fait découvrir une clé USB égarée sur un siège du RER. Elle lui livre les textes de Julie, dame-pipi de 28 ans, en centre commercial, qui, au milieu de ses 14717 carreaux de faïence, après ses occupations, trouve le temps d'écrire. Il en révèle certains à ses deux publics. Giuseppe cherche à pister Julie. Et l'alexandrophile Yvon est introduit dans le centre de lecture des morts-vivants glyciniens, pour le plus grand plaisir de tous.

## Récompenses

### Nouvelles
- 1997 : Prix Henri Thomas de la nouvelle littéraire de Saint-Dié-des-Vosges pour Le jardin des étoiles[17]
- 1997 : Prix Henri Thomas pour Procession (prix spécial du jury)[17]
- 1999 : un prix au Mans pour Miroir d'encre[18]
- 2000 : un prix au Salon du livre de Riantec pour L'Autre[19]
- 2000 : un prix à Villefranche-de-Rouergue pour Marée noire[20]
- 2002 : un prix à Villeneuve-lès-Maguelone pour Reflets
- 2004 : Prix du Trophée de la Décennie (prix Henri Thomas) pour L'envol[22]
- 2004 : Prix de la ville de Nanterre[4]
- 2005 : Prix de la ville de Nanterre[4]
- 2005 : Grand Prix de la Communauté française (Fureur de lire) pour Le liseur[23]
- 2008 : Prix de la nouvelle gourmande de Périgueux pour Confession intime[25],[4]
- 2010 : Prix Hemingway pour Brume[26]
- 2012 : Prix Hemingway pour Mosquito[27]

### Roman
- Prix du roman d'entreprise et du travail 2015[28], Prix Michel Tournier 2015[29], Prix du Festival du Premier Roman de Chambéry 2015[30], CEZAM Prix littéraire Inter CE 2015[31], Prix du Livre Pourpre 2015[32] ,Prix Complètement livres 2016[33] et Prix Littéraire Notre-Dame de Sion 2018 [34] pour Le liseur du 6h27[35]

## Sources d'inspiration
Jean-Paul Didierlaurent cite en 2015 dans la presse ses inspirations littéraires : « Mon tout premier coup de foudre en littérature a été Les Frères Karamazov de Dostoïevski », « mon envie d'écrire des histoires est née de mes lectures de Stephen King », et « j'ai eu par la suite de nombreux chocs en littérature, notamment L'Étourdissement de Joël Egloff qui reste pour moi un éblouissement ».

## Adaptations
En septembre 2015-2016, le roman Le Liseur du 6 h 27 était en cours d'adaptation au cinéma chez Mandarin Films, mais les droits ont été rachetés depuis par un producteur américain.
Une adaptation théâtrale a été réalisée d'après ce roman en 2018 au Théâtre du Funambule.